# الکسی کامکین
الکسی کامکین (روسی: Алексей Дмитриевич Камкин؛ زادهٔ ۱۵ october ۱۹۵۲ (۷۲ سال)) ورزشکار روئینگ اهل روسیه است.
وی در مسابقات کشوری و بین‌المللی در مجموع برندهٔ ۱ مدال طلا، ۲ مدال نقره شده‌است.